# 大塚清吾
大塚 清吾（おおつか せいご、1946年-　）は、日本の写真家。
中国ハルビンの満鉄官舎に生まれ同年佐賀県鹿島市に引き揚げる。佐賀県立鹿島実業高等学校商業科卒、1966年東京写真短期大学(現東京工芸大学)卒。代議士三池信の秘書をへて、1967年松竹写真部に入り、歌舞伎や新派などの記録、宣伝の舞台写真を担当する。1969年松竹退社。沖縄へ渡り、伝統工芸の職人たちの探訪取材を始める。木村伊兵衛、吉田千秋に師事。1981年から「NHK特集 シルクロード」取材に同行し多くの写真集を刊行する。

## 著書・写真集
- 『工芸家になるには 2　陶磁工・木工・漆工・金工』ぺりかん社 なるにはbooks 1981
- 『筑紫美主子の世界 佐賀にわか笑いと涙の女座長 大塚清吾写真集』凱風社 1981
- 『沖縄の屋根獅子 写真集』写真・文 葦書房 1984
- 『沖縄の陶工人間国宝金城次郎』日本放送出版協会 1988
- 『梅子の舞 佐賀にわか 筑紫美主子』樹花舎 1992
- 『上海博物館中国・美の名宝』全5巻 日本放送出版協会 1991-92
- 『敦煌』日本放送出版協会 1992
- 『敦煌撮影記』岩波書店 シリーズ旅の本箱 1994
- 『春日大社 秘儀開封 生きている正倉院』角川書店 1995
- 『シルクロードー飛天の舞いに魅せられて』大修館書店 1999

### 共著
- 『カラー沖縄工芸の魅力』文:那谷敏郎 淡交社 1975
- 『中国のやきもの景徳鎮 カラー』長谷部楽爾文 淡交社 1978
- 『日本の工芸 カラー 10 陶磁』赤沼多佳 ほか文 淡交社 1978
- 『日本の工芸 カラー 4 木工』木内武男 ほか文 淡交社 1978
- 『日本の工芸 カラー 6 漆工』荒川浩和 ほか文 淡交社 1978
- 『染織紀行』辻合喜代太郎共著 保育社 カラーブックス 1980
- 『写真集シルクロード 絲綢之路』全3巻 日本放送出版協会 1981
- 『写真集シルクロード ローマへの道』5-6巻 日本放送出版協会 1984
- 『色鍋島の美』小野公久文 岩波グラフィックス 1985
- 『NHK大黄河 写真集』第1-2巻 日本放送出版協会 1987
- 『NHK海のシルクロード 写真集』第3-4巻 日本放送出版協会 1989
- 『井上靖シルクロード詩集』日本放送出版協会 1990　NHKライブラリー 1998
- 『新・肥前風土記 古代史の現場を歩く』横尾文子文 日本放送出版協会 NHKブックス カラー版 1990
- 『江戸時代の職人尽彫物絵の研究 長崎市松ノ森神社所蔵』小山田了三編著 角和博,本村猛能著 撮影 東京電機大学出版局 1996